# Rasmus Raskkollegiet
55°23′32.52″N 10°19′48.49″Ø / 55.3923667°N 10.3301361°Ø
Rasmus Raskkollegiet er med sine 548 lejemål og ca. 640 beboere det største kollegium i Odense. De første boliger blev taget i brug i 1973.
Kollegiet har en lang række fælles faciliteter både inden- og udendørs. Bl.a. Beachvolley-bane, bålplads, sauna og motionsrum.
Det fælles samlingspunkt for kollegianerne er Baren, der er drevet af beboerne selv, og som er åben alle ugens dage.
|  | Denne artikel om en bygning eller et bygningsværk kan blive bedre, hvis der indsættes et (bedre) billede. Du kan hjælpe ved at afsøge Wikimedia Commons for et passende billede eller lægge et op på Wikimedia Commons med en af de tilladte licenser og indsætte det i artiklen. |